# جزبل سینه‌سرخ
جزبل سینه‌سرخ (نام علمی: Delias acalis) گونه‌ای پروانه است که در تیره کاهی‌بالان و سرده هاشوربالان قرار دارد.

## ظاهر
- رنگ: زرد، سفید و سرخ روی بال دیده شده‌است.
- جثه: میانه

## زیستگاه
- هند